# يوسف أبو صفية
يوسف أبو صفية (وُلد في 8 ديسمبر 1949 في غزة – تُوفي في 24 ديسمبر 2020 في رام الله) سياسي فلسطيني وأحد أعضاء حركة فتح، كان وزيرًا للبيئة ورئيسًا لسلطة جودة البيئة. أصدر عددًا من المؤلفات حول قضايا الماء والبيئة في فلسطين.

## حياته
وُلد يوسف عطا الله إبراهيم أبو صفية في حي الزيتون بمدينة غزة بتاريخ 8 ديسمبر 1949. حصل على درجة البكالوريوس في الصحة العامة من الجامعة الأمريكية في بيروت عام 1972، كما حصل على شهادة الماجستير في علم الطفيليات عام 1977 من نفس الجامعة. أكمل تعليمه في جامعة تكساس في الولايات المتحدة، حيث حصل منها على درجة الدكتوراة في علم البيئة عام 1986. كان من أعضاء الوفد الفلسطيني المفاوض في محادثات السلام وعضو مجموعة العمل في اللجان الفنية الفلسطينية حول قضايا البيئة، وكان قد أصدر عددًا من المؤلفات حول قضايا الماء والبيئة في فلسطين.
اُنتخب أبو صفية عضوًا في المجلس التشريعي الفلسطيني بعد الانتخابات العامة الفلسطينية عام 1996 حيث حصل على 12,342 صوتًا في دائرة محافظة شمال غزة ممثلًا عن حركة فتح. عُين في 9 أغسطس 1998 بمنصب وزير دولة لشؤون البيئة في الحكومة الفلسطينية الثالثة برئاسة ياسر عرفات، واستمر حتى 13 يونيو 2002. وخلال تلك الفترة عُين في 26 أكتوبر 1999 عضوًا في مجلس أمناء جامعة الأزهر في غزة.
لاحقًا في 16 مايو 2012، عُين وزيرًا لشؤون البيئة في الحكومة الفلسطينية الرابعة عشر برئاسة سلام فياض، واستمر حتى 6 يونيو 2013. في 7 أغسطس 2013، عُين مستشارًا لرئيس دولة فلسطين لشؤون البيئة وبدرجة وزير. واستمر في المنصب حتى إحالته للتقاعد في 26 ديسمبر 2013.

## وفاته
تُوفي أبو صفية في 24 ديسمبر (كانون الأول) 2020 ميلاديًا الموافق 9 جمادى الأولى 1442 هجريًا في مستشفى الاستشاري العربي في مدينة رام الله؛ وذلك نتيجةً لمضاعفات إصابته بمرض فيروس كورونا 2019.